# Heterocarpus ensifer
Espèce
Synonymes
- Atlantocaris gigas Ortmann, 1893[1]
- Heterocarpus carinatus (Smith, 1882)[2]
- Pandalus carinatus Smith, 1882[1]
- Procletes atlanticus Lenz & Strunck, 1914[1]
- Procletes gigas (Ortmann, 1893)[2]

Heterocarpus ensifer est une espèce de crevettes marines de la famillec des Pandalidae.

## Liste des sous-espèces
Selon World Register of Marine Species (15 avril 2016), Heterocarpus ensifer comprend la sous-espèce suivante :
- Heterocarpus ensifer ensifer A. Milne-Edwards, 1881

## Habitat et répartition
Cette crevette est une espèce d'eau profonde. Elle se trouve dans l'océan Atlantique, de l'Espagne et Madère à l'Angola et de la Caroline du Nord au golfe du Mexique et en mer des Caraïbes. On la trouve également dans l'océan Pacifique, aux Philippines et en Indonésie. Malgré le fait qu'elle soit l' une des crevettes les plus abondantes dans certaines régions, sa biologie est encore mal connue. Elle se trouve généralement à des profondeurs de 200 mètres à 885 mètres.